# Sigytes diloris
Sigytes diloris là một loài nhện trong họ Salticidae.
Loài này thuộc chi Sigytes. Sigytes diloris được Eugen von Keyserling miêu tả năm 1881.